# 創造!ニッポンの元気
『創造!ニッポンの元気』（そうぞう!にっぽんのげんき）はTwellVで2013年7月6日から2014年6月28日まで放送されたドキュメンタリー番組。

## 概要
「地方発信」の新たな取り組みが注目されている中、観光や文化、産業などの幅広い分野において輝いている「ニッポンの元気」を発掘する知的情報番組。
毎回、異なる外国人ゲストを迎え、グローバルな視点から日本の多様性とポテンシャルについて探っていく。

## 出演者
ナビゲーター
- 鷲尾春果

ナレーション
- 迫田圭司

## 放送リスト

### 2013年
| 放送回 | 放送日   | テーマ                                                              | ゲスト                                        |
| ------ | -------- | ------------------------------------------------------------------- | --------------------------------------------- |
| 1      | 7月6日   | 「瀬戸内に輝くアートの島」                                          | ジャニカ・サウスウイック                      |
| 2      | 7月20日  | 「進化し続けるメガネの世界工場」（福井県鯖江市）                    | スチュアート.O                                |
| 3      | 8月3日   | 「世界が注目!国産デニム」                                           | セイン・カミュ                                |
| 4      | 8月17日  | 「世界に席巻!アニメのまち練馬」（東京都練馬区）                     | ジャスミン・アレン                            |
| 5      | 8月31日  | 「朱鷺と暮らす郷の米作り」（新潟県佐渡市）                          | エバレット・ブラウン                          |
| 6      | 9月14日  | （岐阜県高山市）                                                    | サヘル・ローズ                                |
| 7      | 9月28日  | 「産業を続々と創出!Iターンの若者が活躍する離島」 （島根県海士町）   | マリ・マヤング・二瓶                          |
| 8      | 10月12日 | 「島民とサイクリストをつなぐ連絡橋」 （愛媛県今治市、広島県尾道市） | マイケル・ライス                              |
| 9      | 10月26日 | 「ブラジル人パワーで町を復活!」（群馬県大泉町）                     | オジエル・ノザキ                              |
| 10     | 11月9日  | 「青梅の昭和レトロの街」（東京都青梅市）                            | ジョン・ブロウカリング （法政大学文学部教授） |
| 11     | 11月23日 | 「ワイン特区～余市が挑む 北海道発!ワイン革命～」 （北海道余市町）   | ベリッシモ・フランチェスコ                    |
| 12     | 12月7日  | 「外国人が見たニッポン!列島縦断」                                   | ロルフ・ミュラー                              |
| 13     | 12月21日 | 「年末SP」（総集編）                                                |                                               |

### 2014年
| 放送回 | 放送日  | テーマ                                                         | ゲスト                         |
| ------ | ------- | -------------------------------------------------------------- | ------------------------------ |
| 14     | 1月4日  | 「笑うまちには福来る!落語のまち」 （大阪府池田市）             | 桂雀々                         |
| 15     | 1月18日 | 「子どもは宝!小さな島が“第二のふるさと”に」 （沖縄県伊江島）   | ジョセフ・ショールズ           |
| 16     | 2月1日  | 「秋田ごっつぉ列車」 （秋田内陸縦貫鉄道）                      | デイヴィッド・ニール           |
| 17     | 2月15日 | 「ホビー天国ニッポン」                                         | ロバート・ボールドウィン       |
| 18     | 3月1日  | 「外国人に愛されるニセコ」（北海道ニセコ町）                   | マイケル・ライス               |
| 19     | 3月15日 | 「元気最前線!」                                                | サヘル・ローズ                 |
| 20     | 3月29日 | 「偽造不可能!世界に誇るニッポンの“お金”大特集」                |                                |
| 21     | 4月12日 | 「沖縄・アジアを狙え!食の流通革命」                            | 斉中凌（日本大学非常勤講師）   |
| 22     | 4月26日 | 「うどんだけじゃない!さぬき映画祭で地域活性」                  | 本広克行（映画監督）           |
| 23     | 5月10日 | 「鉄道で九州を元気に!」（九州旅客鉄道）                        | アンディ・スミス（ITライター） |
| 24     | 5月24日 | 「球場ビジネスで町おこし!」 （MAZDA Zoom-Zoom スタジアム広島） | マーティ・キーナート           |
| 25     | 6月7日  | 「イスラム教徒を魅了する日本のおもてなし!」                    | アフラ・ラフマン               |
| 26     | 6月21日 | 「1000年の歴史を誇る“紙の国”四国」 （愛媛県四国中央市）        | エバレット・ブラウン           |

## スタッフ
- 構成：いとうなお
- 撮影：今野克裕、須藤裕伸
- 音声：堀江誠治、羽賀早苗
- 編集：棚橋雄太郎
- MA：鳥居拓也
- 音響効果：稲村淳
- メイク：阿部みゆき
- 撮影協力：イトーキ
- 営業：岩本隆宏（TwellV）
- 広報・宣伝：白木篤（TwellV）
- アシスタントプロデューサー：佐々木広（TwellV）
- 演出：須藤拓也
- ディレクター：相馬信雄
- プロデューサー：佐藤範昭（TwellV）、向井康郎、山上恵子
- 制作・著作：TwellV、コスモスペース